# MYTHOLOGY
『MYTHOLOGY』（ミソロジー）は、デーモン閣下の6枚目のオリジナル・アルバム。

## 概要
avex移籍後5枚目のアルバム。avex移籍後初のオリジナル曲で構成されたアルバムであり、オリジナル・アルバムとしては2003年のアルバム『WHEN THE FUTURE LOVES THE PAST 〜未来が過去を愛するとき〜』以来約9年ぶりである。
収録曲の「A STORY OF THE AGES -神話溶融-」を小室哲哉が手掛けたほか、フィーチャリングゲストとして、小柳ゆき、TAKE（Skoop On Somebody）、ヒダカトオル、May J.、（赤・ω・飯）、AKANE LIV（LIV MOON）、未唯mie（ピンク・レディー）といった、総勢7組のアーティストが参加している。
初回限定盤と通常盤の2種類があり、前者には「A STORY OF THE AGES -神話溶融-」のミュージック・ビデオを収録したDVDが付属している。

## 収録曲

### CD（初回限定盤・通常盤共通）
1. BEYOND THE BLUE -藍のかなたへ Feat.TAKE（Skoop On Somebody）
作詞：デーモン閣下、Gen Travolta / 作曲：Skoop On Somebody
2. 雷電為右衛門 Feat.ヒダカトオル（MONOBRIGHT）
作詞：デーモン閣下 / 作曲：ヒダカトオル
力士をテーマにしている[3]。
3. A STORY OF THE AGES -神話溶融- Feat.小柳ゆき
作詞：デーモン閣下 / 作曲：小室哲哉
東日本大震災や原発事故について、デーモン閣下の切り口で扱った曲である[3]。
4. REBIRTH-DAY SONG Feat.May J.
作詞：デーモン閣下 / 作曲：アンダース・リドホルム
5. TATTOOS ON THE SKY (『BLEACH Beat Collection』黒崎一護のキャラクター・ソング)
作詞：デーモン閣下 / 作曲：デーモン閣下、久保帯人
6. ようこそ　陰種島へ Feat.（赤・ω・飯）
作詞：（赤・ω・飯）、デーモン閣下 / 作曲：デーモン閣下
本楽曲について、デーモン閣下は「トロピカル＆スラッシュメタル」と語っている[3]。
7. Medleyさんちゃご ～神の王国をつくれ ～なぜに奪われし光（Musical『SHIROH』より） Feat.AKANE LIV（LIV MOON）
8. 愛・希望・勇気
作詞・作曲：デーモン閣下
9. 冥界神-痺楽の聖壇-（Musical『ココロノカケラ』よりダークのテーマ）
作詞・作曲：からさきしょういち
10. LIFE VEST IS UNDER YOUR SEAT - 救命胴衣は座席の下に -
作詞・作曲：デーモン閣下
11. RAINING IN THE SUNSHINE Feat.未唯mie（ピンク・レディー）
作詞：未唯mie、デーモン閣下 / 作曲：デーモン閣下
12. Weasel Rock You
作詞：Michael Kaplan、Ron Rappaport、Stacy Wilde、David Wilde、Karl Cochran
TVドラマ『爆音家族』（ディズニーXD）テーマソング[12]。
13. SOLA
作詞・作曲：デーモン閣下

### DVD（初回限定盤のみ）
1. A STORY OF THE AGES -神話溶融- feat.小柳ゆき (Music Clip)